# Паравектор
Паравектор — это сумма скаляра и вектора в алгебре Клиффорда. Поэтому о так определённой алгебре можно говорить как об алгебре паравекторов над полем комплексных чисел.
Изоморфным представлением рассмотренной алгебры паравекторов является известная алгебра комплексных матриц 2×2 – алгебра Паули, повседневно используемая в квантовой механике: базисом этой алгебры служат матрицы Паули.
{\displaystyle {\begin{pmatrix}1&0\\0&1\end{pmatrix}}=1}, {\displaystyle {\begin{pmatrix}0&1\\1&0\end{pmatrix}}=\sigma _{1}}, {\displaystyle {\begin{pmatrix}0&-i\\i&0\end{pmatrix}}=\sigma _{2}}, {\displaystyle {\begin{pmatrix}1&0\\0&-1\end{pmatrix}}=\sigma _{3}},
Другим изоморфным представлением алгебры паравекторов, является пространственная алгебра Клиффорда Cl3. 